# Krasimir Rusew
Krasimir Rusew, bułg. Красимир Русев (ur. 16 października 1983 w Dimitrowgradzie) – bułgarski szachista, arcymistrz od 2008 roku.

## Kariera szachowa
W latach 1993–2001 kilkukrotnie reprezentował Bułgarię na mistrzostwach świata i Europy juniorów w różnych kategoriach wiekowych. Był również wielokrotnym uczestnikiem finałów indywidualnych mistrzostw Bułgarii, zdobywając trzy medale: dwa srebrne (2006, 2012) oraz brązowy (2008).
Wielokrotnie reprezentował Bułgarię w turniejach drużynowych, m.in.:
- trzykrotnie na drużynowych mistrzostwach Europy (w latach 2003, 2005, 2013)[2],
- na olimpiadzie szachowej juniorów do 16 lat (w roku 1999)[3].

Wszystkie trzy normy arcymistrzowskie wypełnił w ciągu 7 miesięcy 2008: w Płowdiwie (marzec; finał mistrzostw Bułgarii, dz. III m. za Wasylem Spasowem i Milenem Wasiljewem, wspólnie z Momcziłem Nikołowem), Ourense (lipiec; dz. II m. za Isamem Ortizem Suarezem, wspólnie z Manuelem Rivasem Pastorem i Władimirem Petkowem) oraz w Sofii (październik; memoriał Miłko Bobocowa, II m. za Milenem Wasiljewem).
Inne indywidualne sukcesy odniósł m.in. w:
- Płowdiw – dwukrotnie (2006, memoriał Georgi Tringowa, dz. I m. wspólnie z Kiryłem Badiewem oraz 2007, otwarte mistrzostwa Bułgarii, I m.),
- Ferrolu (2007, II m. za Julianem Radulskim),
- Cambados (2007, dz. I m. wspólnie z Walentinem Jotowem i Ilmarsem Starostitsem),
- Słonecznym Brzegu – dwukrotnie I m. (2007 i 2008),
- Arteixo (2008, dz. I m. wspólnie z Kiprianem Berbatowem),
- Pontevedrze (2008, dz. I m. wspólnie z Isamem Ortizem Suarezem),
- Cutro (2009, I m.),
- Kopenhadze (2014, I m.)[4].

Najwyższy ranking w dotychczasowej karierze osiągnął 1 sierpnia 2013, z wynikiem 2561 punktów zajmował wówczas 8. miejsce wśród bułgarskich szachistów.